# Bijeljani
Bijeljani so naselje v občini Bileća, Bosna in Hercegovina. 

## Deli naselja
Bijeljani, Bjelice, Bjelički Brijeg, Glavica, Korita in Vrioka. 

## Prebivalstvo
| Pregled števila prebivalcev po letih | Pregled števila prebivalcev po letih | Pregled števila prebivalcev po letih | Pregled števila prebivalcev po letih | Pregled števila prebivalcev po letih | Pregled števila prebivalcev po letih |
| ------------------------------------ | ------------------------------------ | ------------------------------------ | ------------------------------------ | ------------------------------------ | ------------------------------------ |
| 1948                                 | 1953                                 | 1961                                 | 1971                                 | 1981                                 | 1991                                 |
| -                                    | -                                    | -                                    | 236                                  | 174                                  | 138                                  |

| Narodna sestava prebivalstva po letih                                                                                      | Narodna sestava prebivalstva po letih                                                                                       | Narodna sestava prebivalstva po letih                                                                                      |
| --- | --- | --- |
| 1971 | 1981 | 1991 |
| . skupaj: 236 Srbi 232 (98,30 %) Muslimani 3 (1,27 %) Hrvati 0 (0,00 %) Jugoslovani 1 (0,42 %) drugi in neznano 0 (0,00 %) | . skupaj: 174 Srbi 161 (92,52 %) Muslimani 3 (1,72 %) Hrvati 0 (0,00 %) Jugoslovani 10 (5,74 %) drugi in neznano 0 (0,00 %) | . skupaj: 138 Srbi 136 (98,55 %) Muslimani 2 (1,44 %) Hrvati 0 (0,00 %) Jugoslovani 0 (0,00 %) drugi in neznano 0 (0,00 %) |